# Иван Милиев
Иван Милиев е бивш български футболист, нападател.
Роден е на 15 септември 1970 г. в Брацигово. Играл е за Хебър, Черноморец, Шумен, Локомотив, Слънчев бряг и Сокол (Марково). В А група има 120 мача и 18 гола. Четвъртфиналист за Купата на Съветската армия през 1990 г. с Хебър. Има 8 мача за младежкия национален отбор и 2 гола.

## Статистика по сезони
- Хебър – 1990/пр. - А група, 3 мача/0 гола
- Хебър – 1990/91 – Б група, 32/24
- Хебър – 1991/92 – А група, 21/1
- Хебър – 1992/93 – Б група, 37/10
- Черноморец – 1993/94 – А група, 26/5
- Шумен – 1994/95 – А група, 27/6
- Шумен – 1995/96 – А група, 23/2
- Шумен – 1996/97 – Б група, 30/3
- Пловдив – 1997/97 – А група, 6/0
- Слънчев бряг – 1997/98 – В група, 36/17
- Слънчев бряг – 1998/99 – В група, 29/19
- Слънчев бряг – 1999/00 – В група, 31/28
- Сокол – 2000/ес. - В група, 14/6
- Хебър – 2001/пр. - А група, 1/0